# 李智雅
李智雅（韓語：이지아；1978年8月6日—），韓國女演員、編劇，本名金尚恩，後改名金智雅，最終以李智雅作名。演出MBC於2007年製作的《太王四神记》受矚目，簽下多個廣告合約。在2020年主演的《Penthouse》再次走红。

## 簡歷
其祖父為光山金氏出身，居住在京城府的大地主金淳興，在京畿道坡州郡地區擁有389公頃水田和75公頃旱田，1937年左右擁有750多名佃戶。金淳興在1940年代的年收入為當時的11萬韓元（現代約110億韓元或900萬美元）。韓國獨立後，其祖父從事育嬰事業累積了巨額的資產，其父則在美國和韓國之間往來，從事個人事業，並曾在美國留學。
李智雅在2007年在歷經32次試鏡後，出演了太王四神記的秀芝妮。
在空白休息期間，因喜歡寫作，開始嘗試劇本編寫的工作，成為電影編劇，目前好萊塢方面已與智雅簽下3部電影劇本合約，其中一齣是智雅於節目上公開以神祕恐怖的劇情為主線，名為Conscious Perception的電影。此電影正在選角中，預計2015年開拍，2016年上映，然而電影是否開拍截至2017年仍無相關消息釋出。
在出演On & Off中說當年出演《雅典娜：戰爭女神》時，所有武打橋段都是親自上場。
2016年曾赴香港擔任Mnet亞洲音樂大獎的頒獎嘉賓。
2008年在MBC電視劇《貝多芬病毒》中飾演竇縷美，2009年在SBS電視劇《Style》中飾演李瑞貞，在電影部分出演韓日合作電視電影2009年出演《我眼裡的豆莢》，飾演王昭中。2010年在SBS電視劇《雅典娜：戰爭女神》中飾演韓在熙一角。2011年《我也是花》中飾演車奉善，2013年出演了《結婚三次的女人》中的吳恩秀一角。2015年出演了電視劇《雪蓮花》，2016年，他主演了電影處女作《舞水端》，飾演申宥花中尉，2018年出演了電視劇《我的大叔》，2020年SBS《Penthouse》第一季、第二季、第三季中飾演沈秀蓮、羅愛嬌。

## 個人生活
徐太志
1993年，李智雅前去美國留學。1997年與徐太志結婚，兩人真正一起生活的時間大約四年，2000年徐太志就返回韓國繼續發展演藝事業。
2006年李智雅提起離婚訴訟。
2011年4月21日，李智雅被韓國各大媒體用快訊報導早已結婚，而且對方是韓國國民歌王徐太志，但當年韓國媒體並未提及兩人早已離婚，害李智雅被網民痛罵使鄭雨盛成為第三者，其並非事實，且鄭雨盛交往前就從李智雅口中得知其曾經結婚以及已離婚的細節，而徐太志早在2009年就有其他交往對象。
當晚李智雅透過經紀公司KEYEAST發表正式聲明，表示確實與徐太志正進行精神賠償和財產分配的訴訟官司，而非離婚官司，兩人於數年前已離婚，無育有子女，離婚理由為對方不同常人的職業，生活方式與性格等差異。
而後來李智雅的父親委託朋友出來說明，2011年的財產訴訟其實是經過多次家庭會議的結果，家人要她拿回屬於自己的財產，而智雅因為不想再犧牲時間跟精力，以及不想浪費身邊人的關心而撤銷訴訟。
2014年8月11日，在事件過後首次參與電視節目，於Healing Camp分享爭議後3年多的心得與當年與徐太志結婚事件過程。也因為與徐的婚姻，出道的時候為了避免節外生枝，不只年份連確切生日都改了。
鄭雨盛
2011年3月，李智雅與《雅典娜：戰爭女神》同劇演員鄭雨盛因同遊巴黎傳出戀情，而鄭雨盛也在不久後，於粉絲見面會委婉表示正在談戀愛，間接承認與李智雅的戀情。
和鄭雨盛在公開戀愛3個月後最終以分手收場。
2012年鄭雨盛在談話節目膝蓋道士中被問及李智雅的時候，說她是懂得許多方面的朋友會做音樂，也會畫畫，還很會做菜，是非常聰明的人。經常看到她整理書籍的重點，不管是平時想要讀的書，還是已經看過的書，並且之後再用整理的內容重新學習。「真的是，一直都在學習呢。」
在兩人更進一步的關係中，首先開始敞開心扉的是鄭雨盛。
「她很艱難地說過一件事，在出現報導之前她已經在巴黎告訴我了，我知道了她與那位交往的事實，知道了結婚和離婚的相關內容。」
「在那篇報導出來後，我要為她說些什麼話呢？我在當時首先保持了沉默。我的沉默，對於受到許多誤會的她會是減少傷害的方法。」而當年鄭雨盛沒有出來澄清且說辭反覆，反而增加許多對李智雅不利的不實報導以及揣測。

## 演出作品

### 電視劇
| 年份   | 電視台 | 劇名                     | 角色                 |
| 2007年 | MBC    | 《太王四神記》           | 賽澳、秀芝妮         |
| 2008年 | MBC    | 《貝多芬病毒》           | 竇縷美               |
| 2009年 | SBS    | 《Style》                | 李瑞貞               |
| 2010年 | SBS    | 《雅典娜：戰爭女神》     | 韓在熙               |
| 2011年 | MBC    | 《我也是花》             | 車奉善               |
| 2013年 | SBS    | 《結婚三次的女人》       | 吳恩秀               |
| 2015年 | SBS    | 《雪蓮花》               | 韓妍熙               |
| 2018年 | tvN    | 《我的大叔》             | 姜允熙               |
| 2018年 | KBS    | 《今天的偵探》           | 鮮于慧               |
| 2020年 | SBS    | 《Penthouse》            | 沈秀蓮               |
| 2021年 | SBS    | 《Penthouse 2》          | 羅愛嬌／沈秀蓮       |
| 2021年 | SBS    | 《Penthouse 3》          | 沈秀蓮／羅愛嬌       |
| 2023年 | tvN    | 《潘多拉：被操縱的樂園》 | 洪泰拉／文河京／50號 |
| 2024年 | JTBC   | 《绝佳的解决士》         | 金莎拉               |

### 電影
| 年份   | 片名                                      | 角色   |
| 2009年 | 《我眼裡的豆莢》                          | 王書晶 |
| 2011年 | 《Athena: The Movie》                     | 韓在熙 |
| 2016年 | 《舞水端》                                | 申宥花 |
| 2020年 | 《Swimming Bird》                         | 恩彩   |
| 2022年 | 《It's Alright》短篇電影。故事六：Save Us |        |

### MV
- 2010年：Vibe《再次回來吧》
- 2011年：SoulstaR & Wanted《愛不能結束》

### 綜藝節目
- 2012年：QTV「I'm Real 李智雅 in USA」
- 2021年：JTBC《盼望的大海》

## 音樂作品
- 2008年：LoveVirus單曲 獻給菲律賓兒童
- 2009年：Cupcake and Alien單曲
- 2010年：The Vampire Romance(Digital Single)

## 獎項
| 年份   | 大獎                                                    | 獎項                                        | 作品                       | 結果 |
| ------ | ------------------------------------------------------- | ------------------------------------------- | -------------------------- | ---- |
| 2007年 | MBC演技大獎                                             | 女新人獎                                    | 太王四神記                 | 獲獎 |
| 2007年 | MBC演技大獎                                             | 人氣獎                                      | 太王四神記                 | 獲獎 |
| 2007年 | MBC演技大獎                                             | 最佳情侶獎                                  | 太王四神記                 | 獲獎 |
| 2008年 | 第44屆百想藝術大獎                                      | TV部門 女新人獎                             | 太王四神記                 | 獲獎 |
| 2008年 | MBC演技大賞                                             | 女子優秀獎                                  | 貝多芬病毒                 | 提名 |
| 2009年 | SBS演技大獎                                             | 電視劇特別部門女子演技獎                    | Style                      | 提名 |
| 2011年 | SBS演技大獎                                             | 特別企劃部門女子最佳演技獎                  | 雅典娜：戰爭女神           | 提名 |
| 2014年 | 第七屆韓國電視劇節                                      | 女子最佳獎                                  | 結三次婚的女子             | 提名 |
| 2014年 | 第三屆APAN Star Awards                                  | 長篇電視劇部門女子最佳演技獎                | 結三次婚的女子             | 提名 |
| 2014年 | SBS演技大獎                                             | 長篇電視劇部門女子最佳演技獎                | 結三次婚的女子             | 提名 |
| 2020年 | SBS演技大獎                                             | 中篇及長篇劇部門 女子最優秀演技獎           | Penthouse                  | 獲獎 |
| 2021年 | SBS演技大獎                                             | 最優秀獎，迷你劇類型/奇幻劇女演員           | Penthouse 2 ， Penthouse 3 | 提名 |
| 2021年 | Korea Culture and Entertainment Awards 韓國文化演藝大賞 | 大獎（電視劇部門）                          | Penthouse                  | 獲獎 |
| 2021年 | 首爾國際電視劇大獎                                      | Outstanding Korean Actress 傑出的韓國女演員 | Penthouse                  | 提名 |

## 備註
1. ↑  英文片名《Musudan》，臺灣中華電信 HamiVideo 及其他OTT服務平台譯為《生化禁區》

## 外部連結
- NAVER （页面存档备份，存于）
- 李智雅的Instagram帳戶